# بخش دن پری‌ری، شهرستان اوتر تیل، مینه سوتا
بخش دن پری‌ری (به انگلیسی: Dane Prairie Township) یک منطقهٔ مسکونی در ایالات متحده آمریکا است که در شهرستان اوتر تیل، مینه‌سوتا واقع شده‌است.
 بخش دن پری‌ری ۹۲٫۷ کیلومتر مربع مساحت و ۸۹۲ نفر جمعیت دارد و ۳۸۸ متر بالاتر از سطح دریا واقع شده‌است.